# Fluoreto de manganês(III)
Fluoreto de manganês (III) é o composto de fórmula química MnF3.